# Roger Risholt
Roger Risholt (ur. 10 kwietnia 1979 w Arendal) – norweski piłkarz grający na pozycji pomocnika. Od 1 stycznia 2019 jest asystentem trenera klubu Arendal Fotball.

## Sukcesy

### Klubowe
GIF Sundsvall
- Wicemistrz Szwecji: 2011

Sandefjord Fotball
- Zwycięzca 1. divisjon: 2014